# 神田紅純
神田 紅純（かんだ こうじゅん、1977年6月6日 - ）は、日本の女性講談師。東京都目黒区出身。本名は金子 あずみ。日本講談協会および落語芸術協会所属。
血液型はAB型。

## 経歴
- 2013年
  - 7月 - 三代目神田松鯉に入門、前座名は「みのり」。
  - 8月 - 日本講談協会楽屋入り。
- 2014年2月 - 落語芸術協会楽屋入り。
- 2017年12月 - 神田紅門下に移籍、「紅純」と改名。
- 2018年
  - 2月 - 日本講談協会二ツ目昇進。
  - 3月 - 落語芸術協会二ツ目昇進。

## 外部サイト
- 神田紅純 - 落語芸術協会
- 神田紅純 日本講談協会協会員プロフィール

- 神田紅純 (@kanda_kjn) - X（旧Twitter）